# Ânderson Polga
Ânderson Corrêa Polga (9 de febrer de 1979) és un exfutbolista brasiler.

## Selecció del Brasil
Va formar part de l'equip brasiler a la Copa del Món de 2002.

## Palmarès
Grêmio
- Campeonato Gaúcho: 1999, 2001
- Copa do Brasil: 2001

Sporting
- Taça de Portugal: 2006–07, 2007–08
- Supercopa Cândido de Oliveira: 2007, 2008

Corinthians
- Campionat del Món de Clubs de futbol: 2012

Brasil
- Copa del Món de Futbol: 2002